# Польский партизанский отряд имени Тадеуша Костюшко
Польский партизанский отряд имени Тадеуша Костюшко — партизанский отряд под командованием Роберта Сатановского, созданный в феврале 1942 года на Волыни и впоследствии действовавший на территории западных областей Украины и в восточных воеводствах оккупированной Польши.

## История

### Партизанский отряд
Осенью 1941 года в Высоцком районе Ровенской области по инициативе варшавского студента Роберта Сатановского в районе деревень Хочин, Велюнь и Жаден была создана подпольная антифашистская организация.
7 февраля 1942 года он обратился к командиру советского партизанского соединения А. Н. Сабурову с предложением о создании польского партизанского отряда из активистов организации. 8 февраля 1943 года был создан партизанский отряд им. Т. Костюшко из 22 человек, командиром которого стал Р. Сатановский, комиссаром В. Кременицкий, начальником штаба — В. Рожковский. Отряд вошел в состав партизанского соединения А. Н. Сабурова и действовал на территории Житомирской и Ровенской областей УССР.
Первой операцией, которую выполнили партизаны польского отряда, являлась разведка обстановки в городке Домбровица (Дубровица Ровенской области) перед атакой советских партизан полицейского гарнизона в этом селении.
В течение марта и апреля 1943 года бойцы отряда проходили военную подготовку, несли охранную службу и вели диверсионную деятельность: организовали крушение 1 эшелона, уничтожили 39 мостов на автомобильных дорогах, соорудили 26 завалов из деревьев на лесных дорогах, неоднократно рвали линии связи и несколько раз организовывали засады на небольшие подразделения противника. В этот период партизаны отряда сумели полностью уничтожить телефонную связь между станцией Белая и Домбровицей.
- так, ночью 24 марта 1943 года на переезде под Клёсовом был обстрелян немецкий патруль, 1 немец был убит и 1 ранен[3][5];
- 17 апреля 1943 года на перегоне между Клёсовом и Томаш-городом у столба № 95 было организовано крушение поезда с живой силой, убито и ранено свыше 20 немецких солдат и офицеров[5], выведены из строя паровоз и 4 вагона. В этой операции отличились Франц Дросик, Тадеуш Сваньский и Роман Маньковский[3].
- 19 апреля 1943 года на перегоне между Клёсовом и Томаш-городом у столба № 95 из засады был обстрелян немецкий патруль, убито 4 немецких солдата[5].

К началу мая 1943 года в отряде насчитывалось 42 бойца и 150 человек организованного резерва. По состоянию на 1 мая 1943 года, в состав отряда входили:
- командование отряда (командир Р. Сатановский, начальник штаба В. Рожковский)[6]
- диверсионная группа (командир - Иван Шафарчик)[6]
- I группа (командир - Тадеуш Станьский)[6]
- II группа (командир - Мечислав Ослонский)[6]
- III группа (командир - Евгения Шаден)[6]

По состоянию на 19 июня 1943 года в отряде насчитывалось 40 бойцов и 160 человек организованного резерва, в распоряжении отряда имелся обоз из 15 лошадей и 5 повозок. В дальнейшем, в состав отряда были включены две польские партизанские группы из партизанского отряда И. Ф. Фёдорова, действовавшего на территории Ровенской области.
24 июня 1943 года диверсионная группа из партизан отряда под командованием Ослоньского организовала крушение немецкого эшелона с боеприпасами. Были уничтожены паровоз и вагон и повреждены ещё несколько вагонов.

### Партизанское соединение
Летом 1943 года на базе отряда им. Т. Костюшко было создано польское партизанское соединение «Ешче Польска не згинела» (Zgrupowanie Polskich Oddziałów Partyzanckich «Jeszcze Polska nie zginęła»), командиром которого по-прежнему являлся Роберт Сатановский. Формирование соединения было окончательно завершено к 7 сентября 1943 года, в его состав вошли две партизанские бригады:
- 3-я партизанская бригада (командир — полковник Роберт Сатановский)
- 4-я партизанская бригада (командир — майор Викентий Рожковский)

31 октября 1943 года соединение начало марш на запад с целью выйти в Люблинское воеводство. 2 ноября 1943 года бригады вышла к уничтоженной деревне Будки-Войткевицкие, где остановилась на трёхдневный отдых, а затем совершила ещё один переход и 7 ноября 1943 года вышла к селению Блежов
5 ноября 1943 года диверсионная группа под командованием поручника Бойко уничтожила несколько метров рельсов на железной дороге между станцией Бяла и станцией Домбровица.
8 ноября 1943 года взвод партизан под командованием поручника Бачиньского принял бой с бандеровцами под Ясна-Гуркой (южнее Клесова).
12 ноября 1943 года группа партизан из отряда им. Т. Костюшко атаковала из засады группу немцев, были уничтожены 4 немца и захвачены несколько единиц оружия; в этот же день ещё одна группа партизан из отряда им. Т. Костюшко под командованием Кругляка устроила засаду возле железнодорожной станции Томашгруд - ими был уничтожен патруль путевой службы (4 немца).
16 ноября 1943 года взвод партизан под командованием Кругляка заминировал дорогу у станции Рокитно, на мине подорвался один офицер вермахта - командир патруля.
В селе Новоселье в партизанское соединение вступила группа из 20 активистов Армии крайовой под командованием поручника Чеслава Врублевского, в дальнейшем они стали ядром партизанского отряда имени Завиши Чарного.
Осенью 1943 года в отряде освоили производство 7,62-мм пистолета-пулемёта конструкции Хорошмана.
3 апреля 1944 года в СССР был создан Польский штаб партизанского движения. В распоряжение Польскому штабу партизанского движения были переданы все польские партизанские формирования, организованные и действовавшие на оккупированной территории СССР — в том числе, партизанское соединение «Ешче Польска не згинела» под командованием Р. Сатановского, в котором к этому времени насчитывалось 866 бойцов.
В дальнейшем, соединение было направлено на территорию Польши для усиления отрядов Армии Людовой.
Во второй половине августа 1944 года, после перехода через линию фронта и выхода в расположение советских войск партизанское соединение было расформировано, личный состав стал основой для формирующейся 8-й пехотной дивизии Войска Польского.